# 김영무 (축구인)
김영무(한국 한자: 金英務, 1984년 3월 19일 ~ )는 대한민국의 전 축구 선수이며, 포지션은 골키퍼였다.